# Ciomara Morais
Otoniela Ciomara Correia Morais (Benguela, 14 de marzo de 1984) es una actriz y directora de cine portuguesa nacida en Angola y de ascendencia macaense, o patuá, que ha dirigido las películas Querida Preciosa, Por aquí todo bien y A Ilha dos Cães.

## Trayectoria
Nació el 14 de marzo de 1984 en Benguela, Angola. En 2005 debutó como actriz en la serie de televisión Morangos com Açúcar. Después obtuvo otros papeles, como el de 'Leonor' en Diário de Sofia, el de 'Masara' en Equador y luego en Makamba Hotel. Durante ese tiempo, también comenzó a trabajar en teatro con su ópera prima A Balada da Margem Sul, dirigida por Hélder Costa.
En 2009 obtuvo su primer papel secundario en el cine en la película The Abused. En 2011, interpretó su primer papel protagonista en el cine en Por aquí todo bien, por el que fue reconocida. En 2012, la película ganó el premio a la Mejor Película Portuguesa en el Festival Internacional de Cine Independiente IndieLisboa.
En 2012, debutó como directora y escritora con el cortometraje Encontro com o Criador. Además, también prestó su voz a la película de animación Nayola. En 2018, escribió y produjo el primer programa de ficción original de RTP África, la sitcom «Querida Preciosa».
En 2022, fue la directora y guionista de «Já Te Disse Que Te Amo» (Te dije que te quiero) que se presentó en el Silicon Valley African Film Festival (SVAFF). Fue la productora del largometraje «The Family You Need».
Se convirtió en miembro de la Academia Portuguesa de Cine y del MUTIM (Mujeres Trabajadoras de la Imagen en Movimiento).

## Reconocimientos
En 2012, ganó el premio a la Mejor Actriz en el Festival de Cine Africano de Khouribga, en Marruecos, por la película Por aquí todo bien, de Pocas Pascoal. También fue reconocida en el Festival de cine de Cartago, Túnez.[cita requerida]

## Filmografía

### Televisión
| Año       | Título Original     | Papel             |
| --------- | ------------------- | ----------------- |
| 2005      | Diário de Sofia     | Leonor            |
| 2005-2006 | Morangos com Açúcar | Salomé            |
| 2009      | Makamba Hotel       |                   |
| 2009      | Equador             | Masara            |
| 2009      | 5 Para a Meia-Noite | Varios personajes |
| 2010      | República de Abril  | Leonor            |
| 2010-2011 | Voo Direto          | Rita              |
| 2011      | Liberdade 21        | Jessica           |
| 2011      | O Bar do Ti-Chico   | Lola              |
| 2013      | Maternidade         | Nené Cassamá      |
| 2014      | Água de Mar         | Mãe de Silvio     |
| 2015      | O Quimbo Cuia       | Odete             |
| 2016      | A Única Mulher      |                   |
| 2016      | Dentro              | Iara              |
| 2017      | Maison Afrochic     | Neuza             |
| 2018      | Querida Preciosa    | Preciosa          |

### Cine
| Año  | Título Original        | Papel            |
| ---- | ---------------------- | ---------------- |
| 2009 | The Abused             |                  |
| 2009 | As Maltratadas         |                  |
| 2011 | Por Aqui Tudo Bem      | Alda             |
| 2012 | Com Um Pouco de Fé     |                  |
| 2012 | O Grande Kilapy        | Rapariga do Bar  |
| 2012 | Encontro com o Criador | Viúva            |
| 2013 | Camelia de Sangue      | Abeona           |
| 2013 | The Thorn of the Rose  | Linette Oliveira |
| 2013 | Alma                   | Mãe              |
| 2016 | Um Dia/That Day        | Sofia            |
| 2017 | A Ilha dos Cães        | Lena             |